# أملج باهت
أملج باهت (الاسم العلمي:Phyllanthus pallidus) هو نوع من النباتات يتبع جنس الأملج من الفصيلة الأملجية.